# 劉泰龢
劉泰龢（?—?），河南省彰德府安陽縣人，清朝政治人物、同進士出身。
光緒九年（1883年），参加癸未科殿試，登進士三甲140名。同年五月，著交吏部掣签分发各省，以知县即用。